# Estación Arica
Para la estación del Ferrocarril Arica-La Paz, véase Estación de Pasajeros y Administración de Arica
Arica es una de las estaciones terminales del Ferrocarril Tacna-Arica. Se encuentra junto al muelle al servicio del Perú y es el punto de inicio de la línea del ferrocarril hacia Tacna que es operado por el Gobierno Regional de Tacna. Se encuentra a 3 m s. n. m.

## Historia
El Ferrocarril Tacna-Arica fue construido en 1856 por la empresa inglesa The Arica & Tacna Railway Co. Cuenta con cinco puentes: San José, Chacalluta, Gallinazo, Hospicio, Lagartito y con seis estaciones: Arica, Chacalluta, Escritos, Hospicio, Kilómetro 42 y Tacna.
Al ser una de las estaciones terminales y una de las que mayor importancia presenta en la línea, esta aparece consignada en todas las publicaciones al respecto, por ejemplo las de José Olayo López en 1910, Santiago Marín Vicuña en 1916, así como también aparece en mapas oficiales chilenos de 1929.
En diciembre de 1986 quedaron concluidas las obras de construcción del nuevo edificio para la estación terminal de Arica, que lo alberga hasta el presente. Mediante el acta número 12-2005 de 2005 del Gobierno Regional de Tacna, el ferrocarril Tacna-Arica, el terreno de Chinchorro y la Casa Yanulaque, pasaron a propiedad del Gobierno Regional de Tacna, para su utilización con fines de desarrollo en coordinación con el Ministerio de Relaciones Exteriores del Perú.